# Sif (Marvel Comics)
Pour les articles homonymes, voir Sif.
Cet article concerne le personnage de Marvel Comics. Pour la déesse de la mythologie nordique, voir Sif (déesse).
Sif est une déesse et une super-héroïne évoluant dans l'univers Marvel de la maison d'édition Marvel Comics. Créé par le scénariste Stan Lee et le dessinateur Jack Kirby, le personnage de fiction apparaît pour la première fois dans le comic book Journey into Mystery (vol. 1) #102 en mars 1964.
Le personnage est inspiré de la déesse scandinave homonyme Sif de la mythologie nordique.
En 2012, le personnage devient l'héroïne principale à partir du numéro 646 de Journey into Mystery, lorsque la scénariste Kathryn Immonen et le dessinateur Valerio Schiti commencent à travailler sur cette série,.
Au cinéma, le personnage a été incarné dans l'univers cinématographique Marvel par l’actrice Jaimie Alexander dans les films Thor (2011) Thor : Le Monde des ténèbres (2013) et Love and Thunder (2022) ainsi que dans deux épisodes de la série Marvel : Les Agents du SHIELD (2014-2015) et un épisode de la série Loki (2021).

## Biographie du personnage

### Origines
La déesse Sif est une guerrière d’Asgard, elle est la sœur de Heimdall, le gardien du Bifröst, le Pont de l'arc-en-ciel qui relie Asgard et Midgard (la Terre). Durant son enfance, elle passe du temps avec Thor, le fils du souverain d’Asgard Odin, ainsi que Loki, le frère par adoption de Thor et également Balder.
Au cours de son adolescence, elle et Thor tombent amoureux l'un de l'autre. Loki, par jalousie envers son demi-frère, coupe les cheveux blonds de Sif durant son sommeil. Quand Thor ordonne à Loki de réparer la chevelure, ce dernier demande aux forgerons mystiques Brokk et Eitri, des Nains de Nidavellir, qu’ils utilisent leurs talents magiques pour créer une nouvelle chevelure pour la déesse. Cependant, Loki ne peut et ne souhaite pas payer les Nains pour leur travail. Ces derniers, au lieu d'une chevelure blonde, créent une longue chevelure noire à partir des ténèbres de la nuit. Sif est désespérée par sa nouvelle couleur, mais Thor la rassure lorsqu'il lui annonce qu'elle est encore plus belle avec des cheveux noirs.
Dès l'adolescence, elle fait preuve de ses talents de guerrière. Elle est considérée comme la meilleure femme guerrière d'Asgard. Seule Brunnhilde arrive à lui tenir tête.
Un géant désirant l'immortalité captura Sif et la donna à Hela, la déesse de la mort. Thor la secourut en offrant de prendre sa place. Devant ce geste héroïque, Hela les laissa partir.

### Compagne d'armes de Thor
Lorsque Thor est banni sur Terre par Odin, lui et Sif ne se voient plus pendant plusieurs années. Thor tombe ensuite amoureux de la femme mortelle Jane Foster. Mais, lorsqu'il se rend compte qu'elle n'est pas faite pour vivre à Asgard avec lui, où il est de nouveau le bienvenu, Odin s'arrange pour que Sif et Thor se rencontrent et tombent de nouveau amoureux.
Sif participe à de nombreuses aventures avec le dieu du tonnerre, se battant régulièrement à ses côtés.

## Pouvoirs, capacités et équipement
Sif possède les caractéristiques physiques surhumaines propres à la race des Asgardiens, notamment une force, une résistance et une endurance supérieures aux êtres humains de la Terre. Sa musculature et son squelette sont trois fois plus denses qu'un être humain normal, lui donnant une résistance surhumaine. Comme les autres dieux nordiques, elle n'est pas réellement immortelle, sa longévité provenant des pommes d'or d'Idunn qu'elle a besoin de consommer régulièrement,.
En complément de ses pouvoirs, Sif est une redoutable guerrière, aussi bien avec une arme blanche qu'au corps à corps. Elle est une des meilleures escrimeuses du royaume d’Asgard, et seule Brunhilde la Valkyrie la surpasse dans ce domaine.
- Même parmi les siens, Sif possède une force remarquable. Elle est capable de soulever (ou d'exercer une pression équivalente à) environ 30 tonnes (elle possède une force similaire à celle d'un Asgardien moyen, contre 25 tonnes pour une Asgardienne moyenne)[2].
- Grâce à sa résistance surhumaine, elle peut résister aux blessures conventionnelles et est aussi immunisée contre la plupart des maladies terrestres[2].
- Son arme de prédilection est une épée enchantée par Odin. En accomplissant certaines séquences de mouvements, cette épée lui permet de se créer des passages interdimensionnels (en « fendant » la trame des dimensions), qu'elle utilise principalement pour se déplacer entre Asgard et Midgard (la Terre)[2].

## Apparitions dans d'autres médias
Sauf indication contraire, les informations mentionnées dans cette section peuvent être confirmées par la base de données cinématographiques IMDb,  présente dans la section « Liens externes ».

### Films

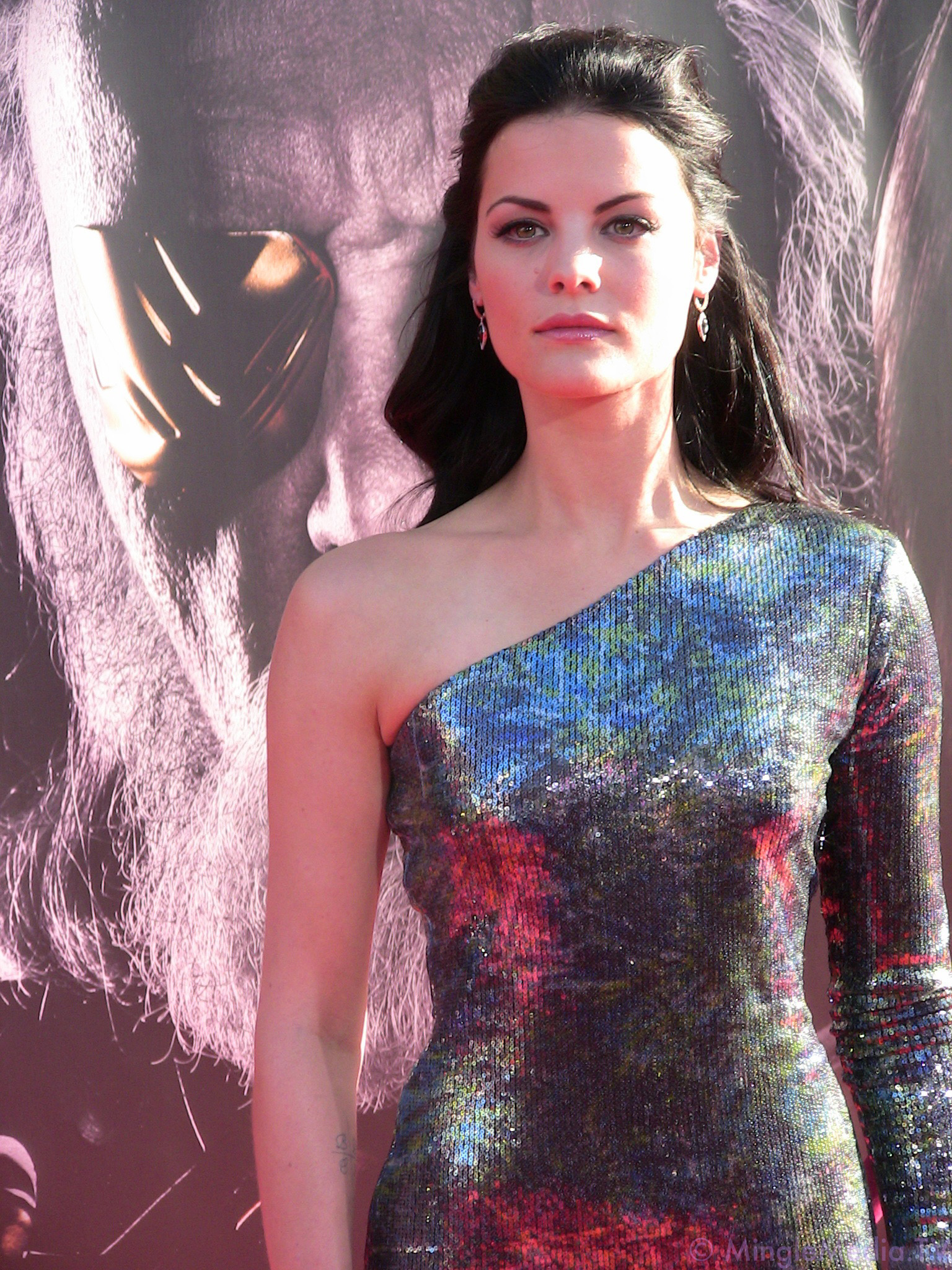
L'actrice Jaimie Alexander incarne Sif dans les films Thor (2011), Thor : Le Monde des ténèbres (2013) et Thor: Love and Thunder (2022).

Interprétée par Jaimie Alexander dans l'univers cinématographique Marvel
- 2011 : Thor réalisé par Kenneth Branagh
- 2013 : Thor : Le Monde des ténèbres réalisé par Alan Taylor
- 2022 : Thor: Love and Thunder réalisé par Taika Waititi

### Télévision
- 2010-2012 : Avengers : L'Équipe des super-héros (série d'animation)

Interprétée par Jaimie Alexander dans l'univers cinématographique Marvel
- 2013-2014 : Marvel : Les Agents du SHIELD (série télévisée)[6],[7]
- 2021 : Loki (série télévisée)
- 2021 : What If...? (série télévisée)

### Jeux vidéo
- 2011 : Thor: God of Thunder
- 2016 : Marvel Avengers Academy (en)